# Aurélien Diesse

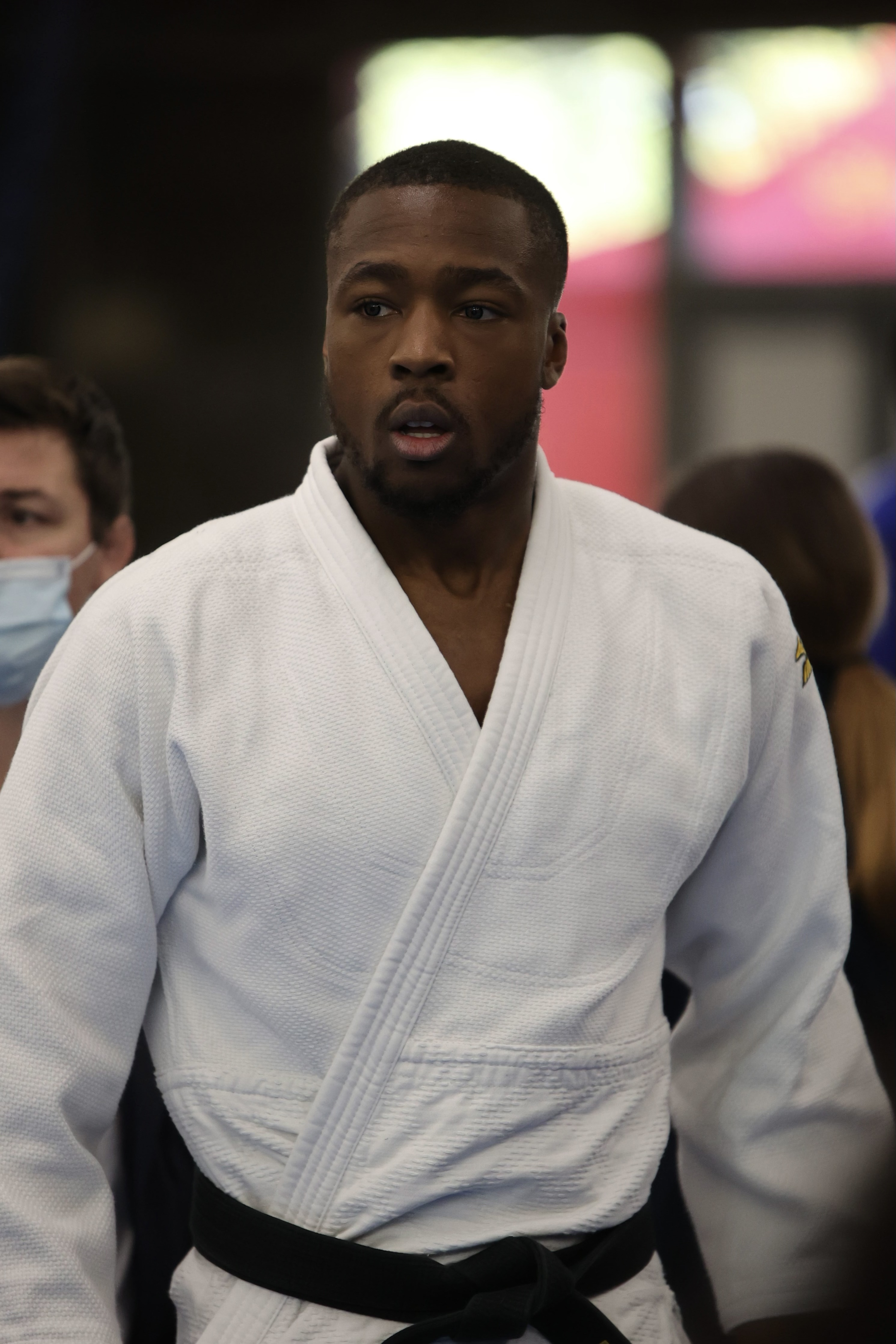
Aurélien Diesse bei den französischen Meisterschaften 2021

Aurélien Diesse (* 16. Oktober 1997 in Paris) ist ein französischer Judoka.

## Sportliche Karriere
Diesse war 2016 bei den Junioreneuropameisterschaften Dritter in der Gewichtsklasse bis 90 Kilogramm. 2017 wurde er Fünfter der Sommer-Universiade 2017 und siegte bei den Junioreneuropameisterschaften. Bei den Juniorenweltmeisterschaften belegte er den fünften Platz. 2018 schied bei den Mittelmeerspielen im Achtelfinale aus. Auch bei den im Rahmen der Europaspiele in Minsk ausgetragenen Europameisterschaften 2019 erreichte Diesse nur das Achtelfinale.
Seit 2022 kämpft Diesse im Halbschwergewicht, der Gewichtsklasse bis 100 Kilogramm. Nach seinem französischen Meistertitel 2019 in der Klasse bis 90 Kilogramm gewann er 2022 die Meisterschaft in seiner neuen Gewichtsklasse. Sein größter internationaler Erfolg im Halbschwergewicht war 2023 der dritte Platz beim Grand Slam in Baku. Bei den Olympischen Spielen 2024 in Paris schied Diesse im Achtelfinale gegen den Israeli Peter Paltchik aus.